# 竹内惟忠

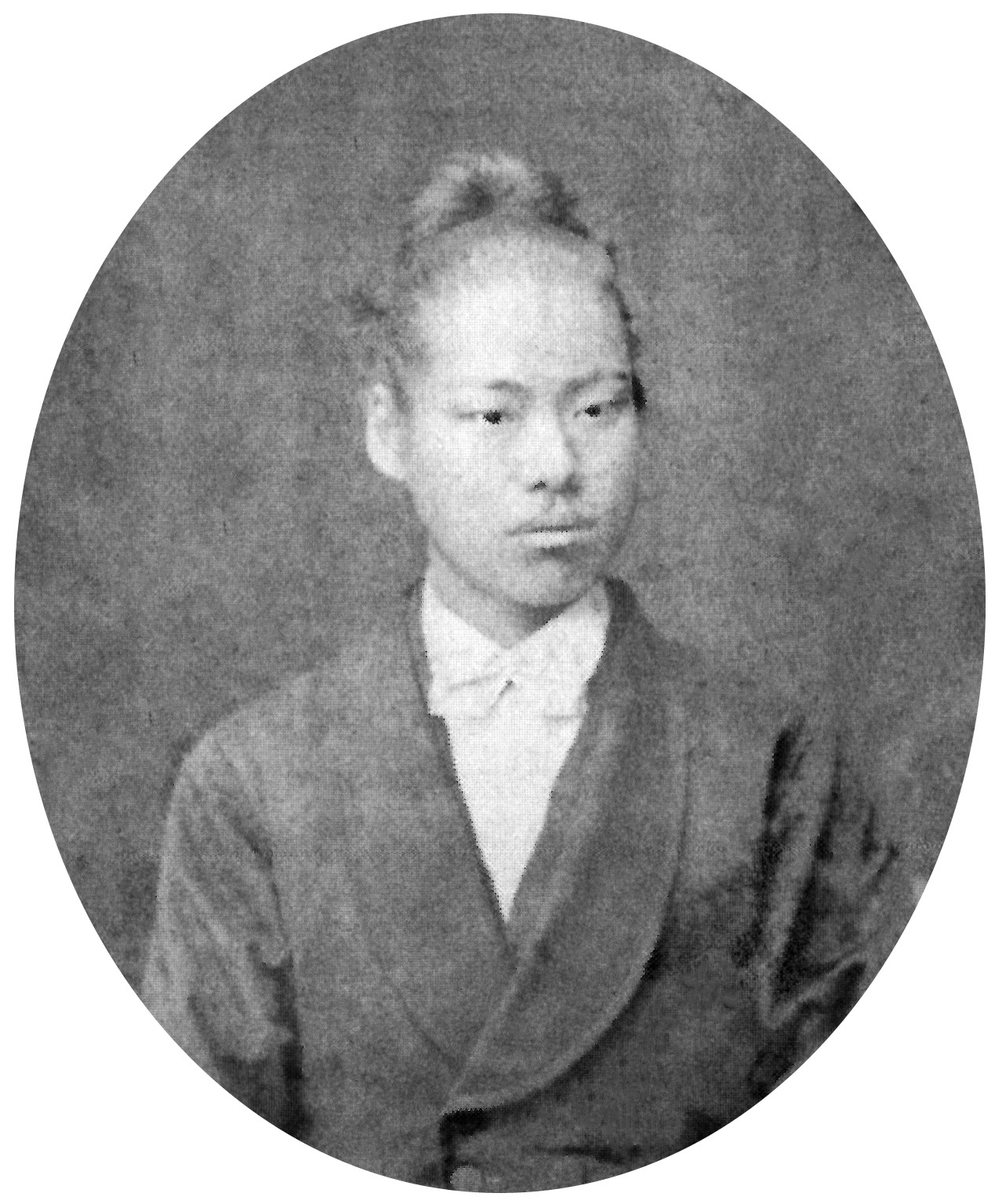
竹内惟忠

竹内 惟忠（たけのうち / たけうち これただ、1858年12月5日（安政5年11月1日）- 1907年（明治40年）12月26日）は、明治時代の国学者、政治家、華族。貴族院子爵議員。号・銀台。

## 経歴
山城国京都で右馬頭・竹内治則の長男として生まれる。父の死去に伴い、1888年（明治21年）9月28日、子爵を襲爵した。京都府愛宕郡大宮村（現京都市北区）に居住した。
渡邊重石丸に師事し、その家塾道生館の幹事として後進の指導に当たった。
1890年（明治23年）7月10日、貴族院子爵議員選出され、死去するまで在任した。その他、1914年に大喪使祭官を務めた。墓所は青山霊園1-ロ-12-27。

## 著作
校閲
- 渡辺重石丸『学海針路』道生館、1883年。

## 親族
- 妻 竹内絢子（あやこ、久邇宮朝彦親王第五王女）[1]
- 長男 竹内惟治（子爵）[1][7]
- 二男 竹内惟斌（子爵）[1]
- 長女 長谷川千代子（長谷川久四郎の妻）[8]
- 弟 藤堂高成（藤堂高節養子）[1]
- 弟 竹内茂の岳父に今園国映
- 妹 真田輯子（真田幸民妻）・島津田鶴子（島津忠済妻）・本堂宇多子（本堂親雄妻）[1]